# Mnium macro-ciliare
Mnium macro-ciliare là một loài Rêu trong họ Mniaceae. Loài này được Müll. Hal. & Kindb. mô tả khoa học đầu tiên năm 1892.